# تشيتشكلو (سراب)
تشيتشكلو هي قرية في مقاطعة سراب، إيران. يقدر عدد سكانها بـ 273 نسمة بحسب إحصاء 2016.